# Карл Бельгійський
Шарль Теодор Анрі Антуан Мейнрад Бельгійський (фр. Charles Théodore, Henri, Antoine, Meinrad de Belgique; нід. Karel Theodoor Hendrik Anton Meinrad; 10 жовтня 1903, Брюссель — 2 червня 1983, Остенде, Бельгія) — принц Саксен-Кобург-Гота, герцог Саксонський, граф Фландрський, принц — регент Бельгії в 1944—1950 роках.

## До Другої світової війни
Принц Шарль народився в Брюсселі 10 жовтня 1903. Він був другим сином спадкоємця бельгійського престолу принца Альберта, майбутнього короля Альберта I і Єлизавети Баварської, дочки герцога Карла Теодора. Початкову освіту здобув у Брюсселі, але з початком Першої світової війни 11-річному віці був відправлений батьками в Осборнський коледж в місті Дартмут у Великій Британії (нині Королівський військово-морський коледж «Британія» (HMS Dartmouth)), після закінчення якого він проходив службу в британських ВМС, зокрема на борту військового корабля «Ріноун». Любов до моря залишилася у принца на все життя. Він зібрав бібліотеку цінних книг, присвячених флоту і морській історії бельгійців.
В 1917 держави Антанти пропонували Шарлю трон Греції після зречення короля Костянтина I, сильно схильного германофільським настроям. Однак король Альберт I відповів на цю пропозицію відмовою. Принц Шарль прослужив на британському флоті до 1926 року, після чого повернувся до Бельгії.
В 30-і роки XX століття він починає створювати свою резиденцію Раверсійде близько Остенде на березі моря, займається відновленням лівого крила королівського палацу в Брюсселі, з'являється на деяких протокольних заходах. Від зв'язку з Жаклін Верли в 1939 році народжується дівчинка, названа Ізабель, яку принц не визнав своєю дочкою.

## Війна і регентство
Друга світова війна і окупація Бельгії Німеччиною вивели принца Шарля на авансцену політичного життя Бельгії. Він взяв активну участь в 18-денній військовій кампанії з оборони від наступаючих німецьких військ: відвідував командні пункти та щовечора робив доповідь королю Леопольду III, він схвалив капітуляцію бельгійської армії, рішення про яку було прийнято братом, але їх думки про подальшу участь у війні кардинально розійшлися: Шарль був англофілом, в той час як оточення Леопольда намагалося налагодити хороші відносини з Німеччиною. З 1940 по 1944 принц Шарль залишається в королівському палаці Брюсселя.
Коли 9 червня 1944 король Леопольд III зі своєю родиною був депортований до Німеччини принцу Шарлю вдалося уникнути цієї долі: він зміг таємно покинути Брюссель і переховувався в містечку Сарт-ле-Спа, неподалік від Льєжа. Оскільки після звільнення Бельгії король ще залишався бранцем Німеччини і тому був не в змозі управляти країною, бельгійський парламент 20 вересня 1944 обрав принца Шарля регентом королівства. Він приніс клятву і здійснював королівські прерогативи до повернення короля Леопольда III до Бельгії.
В першу чергу період регентства ознаменований для Бельгії швидким відновленням і розвитком економіки, чому неабиякою мірою сприяло приєднання країни до американського плану Маршалла.
27 березня 1948 всім жінкам було надано право брати участь у парламентських виборах. Перші вибори за новим виборчим законом відбулися 29 червня 1949 і принесли успіх католицьким і ліберальним партіям, потіснивши ліві сили.
Зовнішня політика Бельгії в цей період визначила розвиток країни на багато десятиліть: в 1944 був створений економічний союз Бельгії, Нідерландів і Люксембурга (Бенілюкс), в 1945 Бельгія вступила в ООН, в 1949 стала одним із засновників НАТО і Ради Європи.
Одночасно загострилася політична нестабільність Бельгії: за час регентства змінилося 9 урядів і почалося загострення міжнаціональних відносин між валлонами і фламандцями.
В цілому принц-регент виконував свою місію у складних умовах. Однак, діючи енергійно і з великою відданістю справі, він зумів зберегти і зміцнити конституційну основу бельгійської держави.

## Після регентства
Після повернення до влади короля Леопольда III принц Шарль пішов у свою резиденцію Раверсійде і поступово відійшов від суспільно-політичного життя. У 1961 році він остаточно відмовився від грошових відрахувань, які щорічно робив йому парламент як члену королівської родини і колишньому главі держави, мотивуючи цю відмову тим, що з 1950 року не виконував більше ніяких офіційних обов'язків. Решту свого життя він присвятив живопису і починаючи з 1972 року організував близько двадцяти виставок. У 1977 його роботи отримали високу оцінку на експозиції в престижній художній галереї «Расін» в Брюсселі. Всі свої картини він підписував псевдонімом Karel van Vlaanderen (Шарль Фландрський).
Принц Шарль помер 2 червня 1983 і похований в королівській усипальниці в церкві Нотр-Дам-де-Лакен.